# Antoni Józef Zielicki
Antoni Józef Zielicki, także Józef Zielicki, Józef A. Zielicki, Józef Antoni Grünberg-Zielicki (ur. 25 listopada 1910 w Tarnopolu, zm. 13 czerwca 1973 w Londynie) – polski działacz emigracyjny, działacz harcerski.

## Życiorys
Jego ojciec zmarł niedługo przed jego narodzinami na serce, mieszkał z matką we Lwowie. Od 11 roku życia był harcerzem, w I Drużynie Harcerzy. Ukończył studia matematyczne na Uniwersytecie Jana Kazimierza, pracował jako nauczyciel w średniej szkole technicznej oraz opiekun w Domu Sierot. Przed wybuchem II wojny światowej był zaangażowany w harcerstwo wśród młodzieży robotniczej, założył pierwszą drużynę robotniczą. Współpracował z Aleksandrem Kamińskim w ośrodku instruktorskim w Górkach Wielkich. Po wybuchu wojny zaangażował się w działalność konspiracyjną, działał w Związku Walki Zbrojnej-2 we Lwowie, był też członkiem Polskiej Organizacji Walki o Wolność. 22 czerwca 1941 został aresztowany we Lwowie, był więziony na Butyrkach i Łubiance i w 1941 skazany na karę śmierci. Jego losy więzienne zostały opisane w książce Na nieludzkiej ziemi Józefa Czapskiego. Został zwolniony w tym samym roku po układzie Sikorski-Majski, wydostał się z ZSRR z Armią Andersa. Służył w Armii Polskiej na Wschodzie i 2 Korpusie Polskim, był m.in. I zastępcą Szefa Oddziału Propagandy i Kultury Dowództwa APW i 2 KP, szefem sekcji szkół w Bazie 2 KP, a w latach 1945-1947 zastępcą szefa delegatury 2 Korpusu we Francji (jego szefem był tam Józef Czapski). Wojsko opuścił w stopniu porucznika.
Następnie pozostał na emigracji w Wielkiej Brytanii, był nauczycielem matematyki w Ampleforth College, polskim gimnazjum w Stowell Park i od 1957 do śmierci w Cardinal Vaugham Grammar School. Był m.in. członkiem Rady Jedności Narodowej, kierownikiem działu oświaty w Egzekutywie Zjednoczenia Narodowego (1967-1972), członkiem władz Niezależnej Grupy Społecznej i Związku Harcerstwa Polskiego działającego poza granicami Kraju, działaczem Polskiego Ośrodka Społeczno-Kulturalnego w Londynie. Należał do współpracowników Kultury. Przyjaźnił się z Jerzym Giedroyciem.
Przez Radę Trzech został w 1972 odznaczony Krzyżem Oficerskim Orderu Odrodzenia Polski.
Został pochowany na Acton Cemetary w Londynie.